# Triangulodus
Triangulodus larapintinensis
Genre
Espèce
Triangulodus est un genre de conodontes de la famille des Acodontidae (ordre des Prioniodontida). Il n'est représenté que par l'espèce Triangulodus larapintinensis.

## Classification
L'espèce Triangulodus larapintinensis a été initialement décrite en 1943 par la paléontologue australienne Irene Crespin (d) (1896-1980) sous le protonyme Oistodus larapintinensis.
Le genre Triangulodus a été créé en 1974 par W. A. van Wamel (d),.

## Publications originales
- Genre Triangulodus :
  - (en) W. A. van Wamel, « Conodont Biostratigraphy of the Upper Cambrian and Lower Ordovician of North-Western and South-Eastern Sweden », Utrecht micropaleontological bulletins, Pays-Bas, vol. 10,‎ 20 décembre 1974, p. 1-129 (lire en ligne, consulté le 13 mars 2024).
- Espèce Triangulodus larapintinensis sous le taxon Oistodus larapintinensis :
  - (en) I. Crespin, « Report on a collection of fossils from the Lakes Entrance shaft, Gippsland, Victoria », 1943, Commonwealth of Australia (Geoscience Australia)